# Lorinčík
Lorinčík (in ungherese Szentlőrincke) è un quartiere, con autonomia a livello di comune, della città di Košice, capoluogo della regione omonima della Slovacchia, facente parte del distretto di Košice II.